# Cattedrale di Châlons

La cattedrale di Santo Stefano (in francese: cathédrale Saint-Étienne) è il principale luogo di culto cattolico della città di Châlons-en-Champagne, in Francia, chiesa madre della diocesi omonima e, dal 1862, monumento storico di Francia.
Rappresenta un notevole esempio dell'architettura gotica in Francia, e custodisce un mirabile ciclo di vetrate medievali e rinascimentali.
Nel 1115 San Bernardo vi venne nominato abate dell'abbazia di Clairvaux dal vescovo di Châlons Guglielmo di Champeaux, suo amico.
Nel 1671 Filippo d'Orléans, fratello del Re Sole, sposa qui la principessa Elisabetta Carlotta del Palatinato il 19 novembre del 1671.

## Storia

### La cattedrale romanica

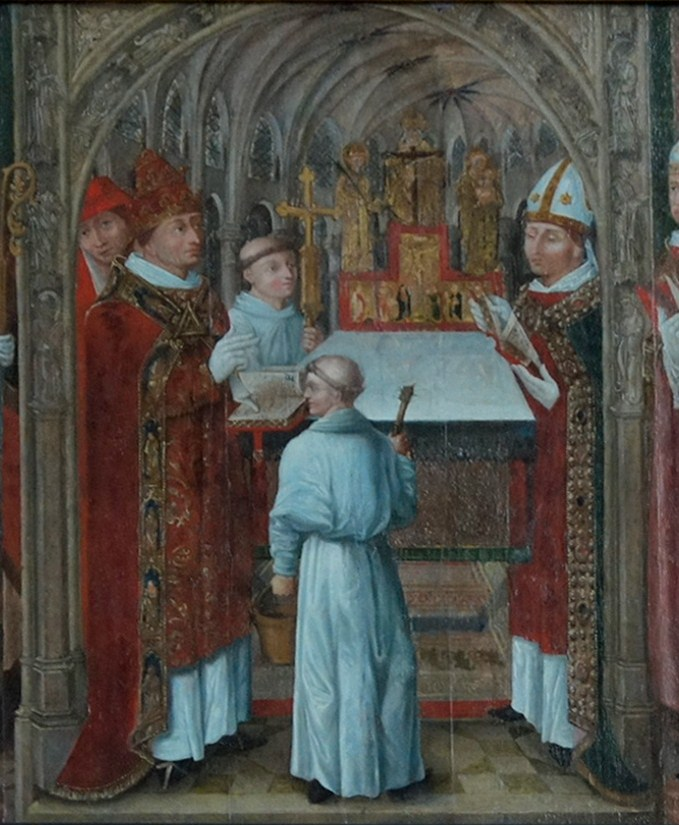
Papa Eugenio III consacra la cattedrale il 26 ottobre 1147

Iniziata sotto l'episcopato di Guglielmo di Champeaux, la cattedrale romanica era costituita da un coro absidato, vetrato e inquadrato da due torri, transetto, una lunga navata e una cripta a tre navate dedicata alla Vergine. Venne consacrata da papa Eugenio III il 26 ottobre del 1147.
Di questa costruzione resta ancor oggi la torre nord, alcune preziose vetrate romaniche e il fonte battesimale.

### La cattedrale gotica
La costruzione dell'edificio attuale venne iniziata verso la metà del XIII secolo, sotto l'episcopato di Pierre de Hans, in ispirazione ai nuovi canoni "fioriti" dell'architettura gotica dettati dalla basilica di Saint-Denis. Tra il 1280 e il 1310 venne trasformato il coro romanico, aprendolo alla base con delle arcate che permisero l'aggiunta del deambulatorio e delle cappelle radiali.
Il magnifico piedicroce, a due ornini di finestroni e doppi archi rampanti, corrispondente a un impianto interno a tre navate con triforio e cleristorio, venne portato a termine tra la fine del XV e l'inizio del XVI secolo. Nel 1520 venne anche aggiunta una svettante flèche in legno a copertura in piombo di circa 80 metri alla torre romanica nord.
Fra il 1628 e il 1634 venne realizzata la facciata principale, ma in un contrastante stile barocco.
Nel 1668 un incendio provoca il crollo della guglia della torre nord, che cade sul coro rovinandone le volte. La ricostruzione previde allora l'interramento dei due terzi della cripta per conferire una base più solida ai pilastri; e alla fine del XVII secolo si rifece sia la guglia andata bruciata, sia quella della torre sud, in uno stile misto gotico-barocco. Assai malviste nel XIX secolo, entrambe le flèche vennero sacrificate in nome dell'unità stilistica, e mai più ricostruite.
Nel corso del XIX secolo la cattedrale venne restaurata dagli allievi di Viollet-le-Duc, in particolare suo genero Maurice Ouradou. I lavori previdero la soppressione delle cappalle laterali, considerate non in sintonia allo stile del piedicroce; l'abbattimento delle guglie sulle torri del coro erette dopo l'incendio del 1668; e la ricostruzione della facciata meridionale del transetto.

## Descrizione

### Misure e dimensioni

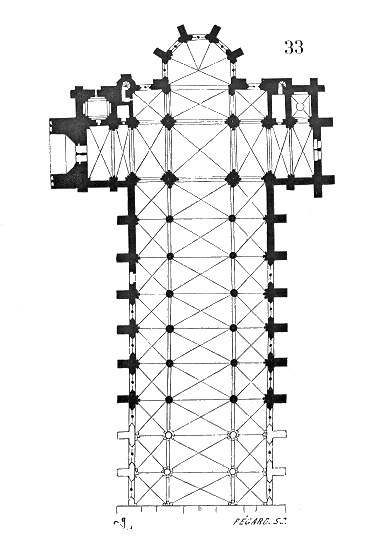
Pianta

| Lunghezza esterna: 96,40 m               |
| Lunghezza del transetto: 40,70 m         |
| Larghezza della facciata : 30,50 m       |
| Altezza delle volte: 27,08 m             |
| Larghezza del piedicroce : 28,60 m       |
| Larghezza della navata centrale: 11,70 m |
| Larghezza del transetto : 12,10 m        |
| Altezza delle torri: 38,66 m             |

### Interno

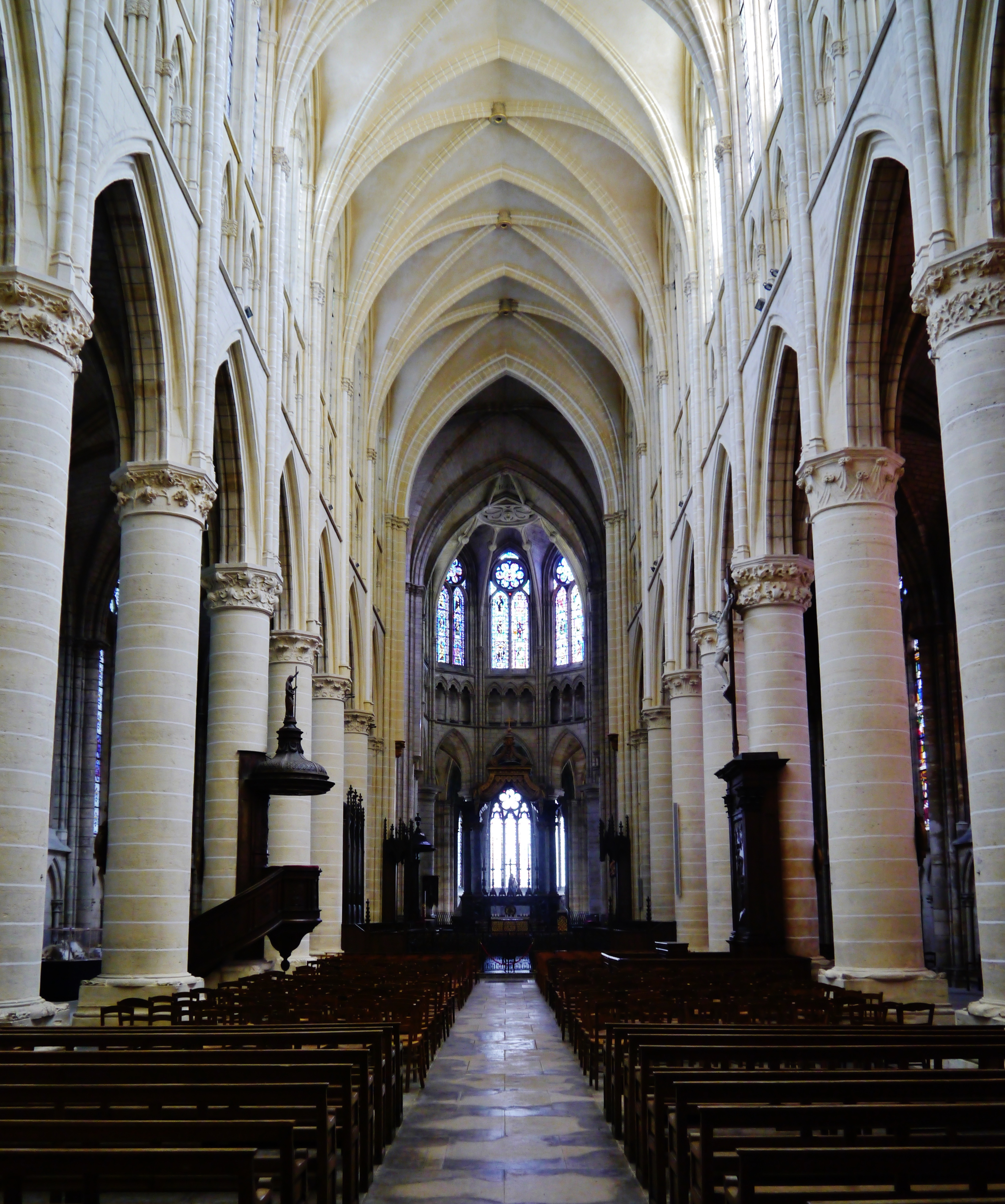
Interno

La chiesa presenta una divisione a tre navate su pilastri cilindrici reggenti archi ogivali alti 13 metri. Sopra corre la galleria del triforio, vetrato, costituita da eleganti bifore, e più in alto il cleristorio.
Tutte le pareti in muratura sono ridotte al minimo per lasciar massimo spazio ai grandi finestroni. 
Volte a crociera quadripartite coprono la chiesa. Lo stretto transetto presenta due facciate gemelle traforate da finestre: in alto si aprono i rosoni, sotto è una galleria di bifore e al livello più basso, sopra i portali, sono coppie di bifore. Il coro è cinto da deambulatorio a cappelle radiali. Al centro si erge il grande altare barocco a baldacchino del 1637, e le volte sono incentrate su una chiave a forma di sole risalente alla ricostruzione dopo il crollo della torre nel 1520.

### Vetrate

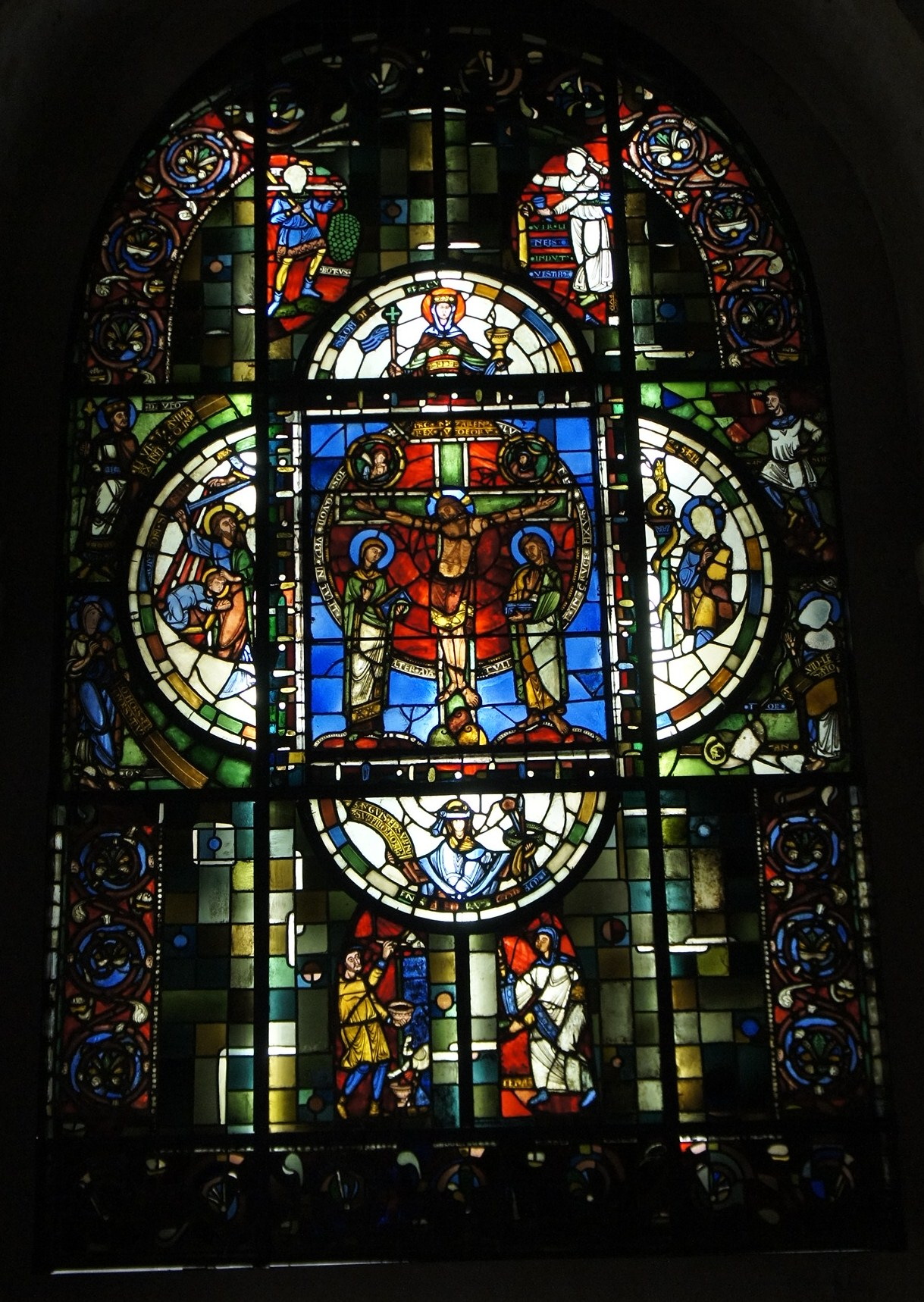
Vetrata romanica detta della Redenzione (1150)

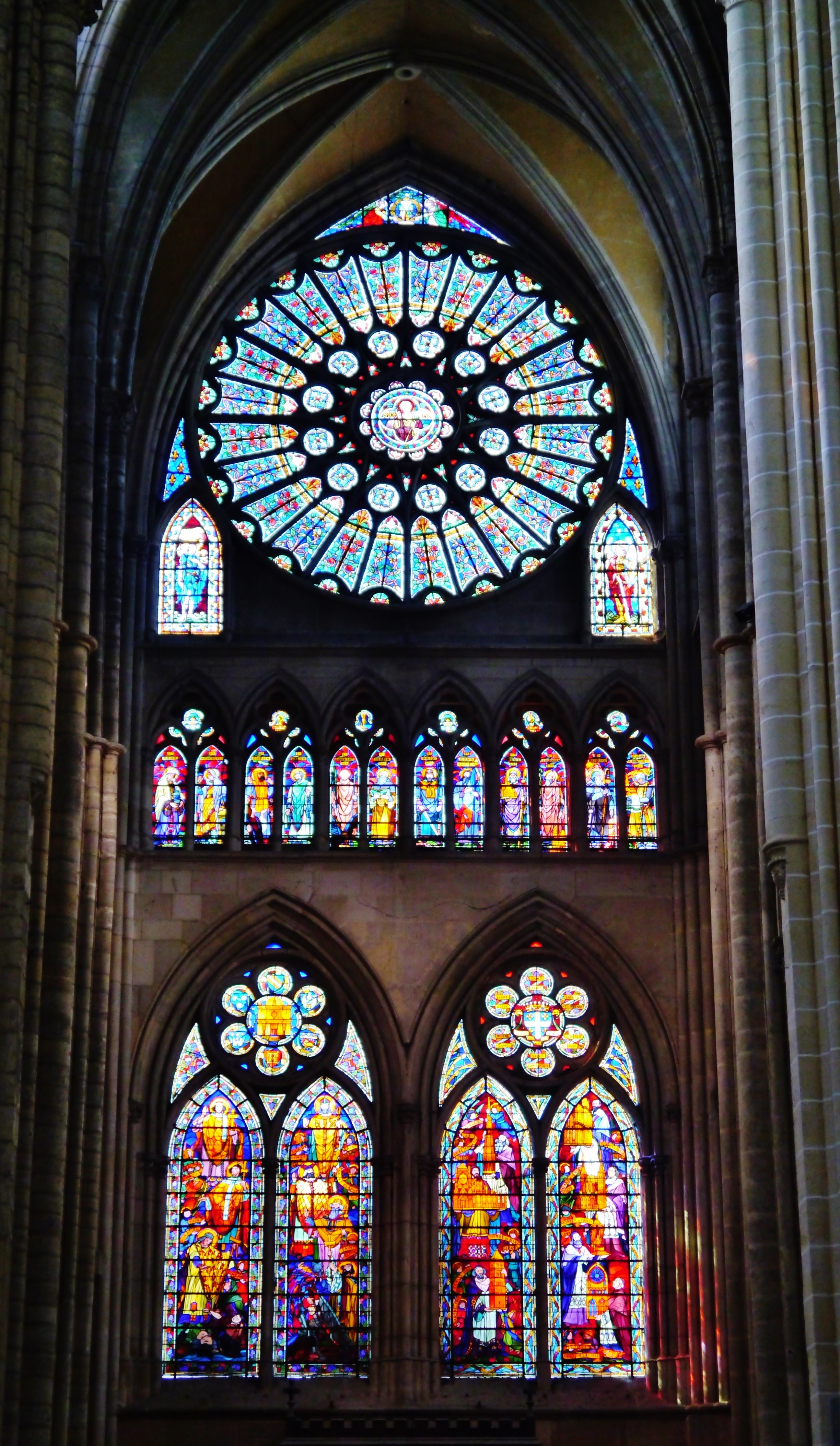
Vetrate del transetto nord (seconda metà del XIII secolo)

La cattedrale conserva una mirabile serie di vetrate per la maggior parte del XIII secolo, ma anche diverse del XVI secolo, che vennero restaurate o in parte rifatte nel corso dei secoli a causa della loro fragilità.

#### Vetrate romaniche
Le più antiche provengono dall'antica cattedrale romanica, e influenzate dall'Arte mosana, risalgono al 1155 circa. Esse, composte di nove pannelli di 1,78 metri per 2, dopo l'incendio del 1230 vennero ricomposte e inglobate ai nuovi finestroni della chiesa gotica. Fra tutte emerge quella detta della Redenzione, che raffigura una Crocifissione contornata da figure simboliche e dell'Antico Testamento.
Nell'Ottocento vennero smontate e restaurate, e nel 1872 vennero portate a Parigi al Musée du Vitrail e poi all'Expo 1900. In seguito donate al Musée de la Sculpture, vennero rese alla cattedrale solo nel 1949. Restaurate da Jean-Jacques Grüber con gli aiuti di Jean Verrier e Louis Grodecki, vennero esposte al pubblico nel 1957 e oggi sono conservate nel Tesoro della Cattedrale.

#### Navate laterali
Quelle della navata laterale sinistra, settentrionale, vennero realizzate nel XIX secolo dal mastro vetraio Leprévost su disegni di Marcel Rouillard et di Louis Steinheil, assemblando vetrate antiche risalenti fra la fine del XV e l'inizio del XVI secolo. Per lasciar passare la luce al massimo, visto che si tratta del lato nord, le vetrate antiche sono disposte come una banda centrale che attraversa i finestroni. L'iconografia sviluppa il tema delle Litanie dei Santi. Fra questa serie, i primi due finestroni a sinistra, inglobano pannelli di vetrate antiche del 1260 circa.
Alla navata laterale destra, meridionale, sono delle grandi vetrate rinascimentali del primo '500, la cui parte inferiore, andata distrutta, venne rifatta nello stesso stile nel XIX secolo. Fra esse emergono quella del Battesimo di Cristo, risalente al 1260 circa;  quella dell'Infanzia di Gesù, del 1510; quella dei Santi, del 1475-76; la Vita delle Vergine del 1509 e la Creazione e Peccato originale del 1506-07.

#### Navata centrale
Nella navata centrale, appaiono in alcune vetrate del triforio, bande decorative del XII secolo, e in quattro di quelle del cleristorio sono presenti parti della seconda metà del XIII secolo.

#### Transetti
Le vetrate del transetto settentrionale risalgono alla seconda metà del XIII secolo e presentano delle parti di colore verde, assai inusuale e raro per l'epoca.
Nel rosone, sostenuto dalle due figure della Sinagoga e della Chiesa, è sviluppato il tema di Cristo, dall'Annunciazione alla Crocifissione fino alla Resurrezione e il Giudizio finale. Nella galleria sottostante appaiono i Dodici apostoli, sempre del XIII secolo; nelle due bifore inferiori sono vetrate del 1892 che illustrano la Vita e Dormizione della Vergine, in una, e i Santi Stefano e Vincenzo nell'altra.
Nel transetto meridionale sono poste vetrate raffiguranti i Santi della Diocesi, realizzate nel 1938 dal mastro vetraio Charles Lorin di Chartres.

#### Coro
Le tre finestre centrali del coro recano vetrate offerte nel 1237 da San Luigi che riassumono il tema cristiano del Saluto divino, annunciato dai profeti, realizzato da Cristo, proclamato al mondo dagli Apostoli, e a Châlons dai suoi vescovi.
I toni rosa e verdi sono utilizzati con eccezionale abbondanza pezr il XIII secolo. Le vetrate laterali sono piuttosto decorative e presentano grisaglie a motivi vegetali eseguite sempre verso il 1237.

### Organi a canne
Nella cattedrale si trovano due organi a canne.
Lo strumento principale è collocato sulla cantoria in controfacciata; venne costruito da John Abbey dal 1839 al 1849 ed ampliato dai figli Eugène e John-Albert nel 1896-1898; nel 1957 fu restaurato e modificato da Roethinger, mentre un intervento di ripristino è venne iniziato nel 2000 dalla ditta Renaud-Menoret e completato nel 2006 da quella Robert-Lacorre. L'organo è classificato come monumento storico di Francia dal 1979 per la parte strumentale e dal 1996 per la cassa; quest'ultima, in stile neogotico fiammeggiante, venne realizzata dall'intagliatore Etienne-Gabriel Ventadour su disegno dell'architetto Jean-Jacques Arveuf-Fransquin, il quale si ispirò agli organi maggiori delle cattedrali di Chartres e Reims. Lo strumento è a trasmissione meccanica con leva Barker; dispone di 54 registri disposti su tre manuali e pedali; la consolle, fissa indipendente, è situata al centro della cantoria, rivolta verso la navata.
Sotto la settima arcata di sinistra della navata centrale vi è un secondo organo, realizzato nel 1852 da Jean-Baptiste Stoltz e racchiuso entro una sobria cassa lignea neogotica con prospetto a tre monofore trilobate con ghimberga. È a trasmissione integralmente meccanica ed ha 16 registri, su due manuali e pedale.

## Galleria d'immagini

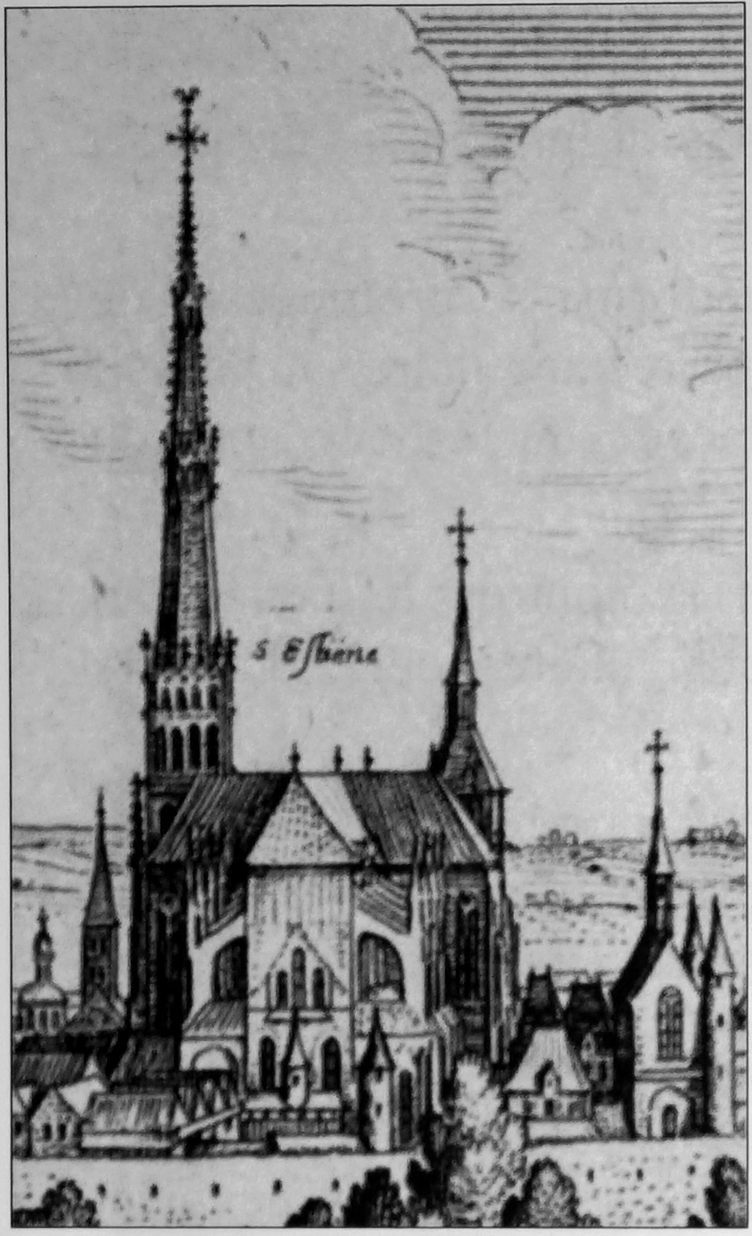
La cattedrale in un'incisione di Matthäus Merian
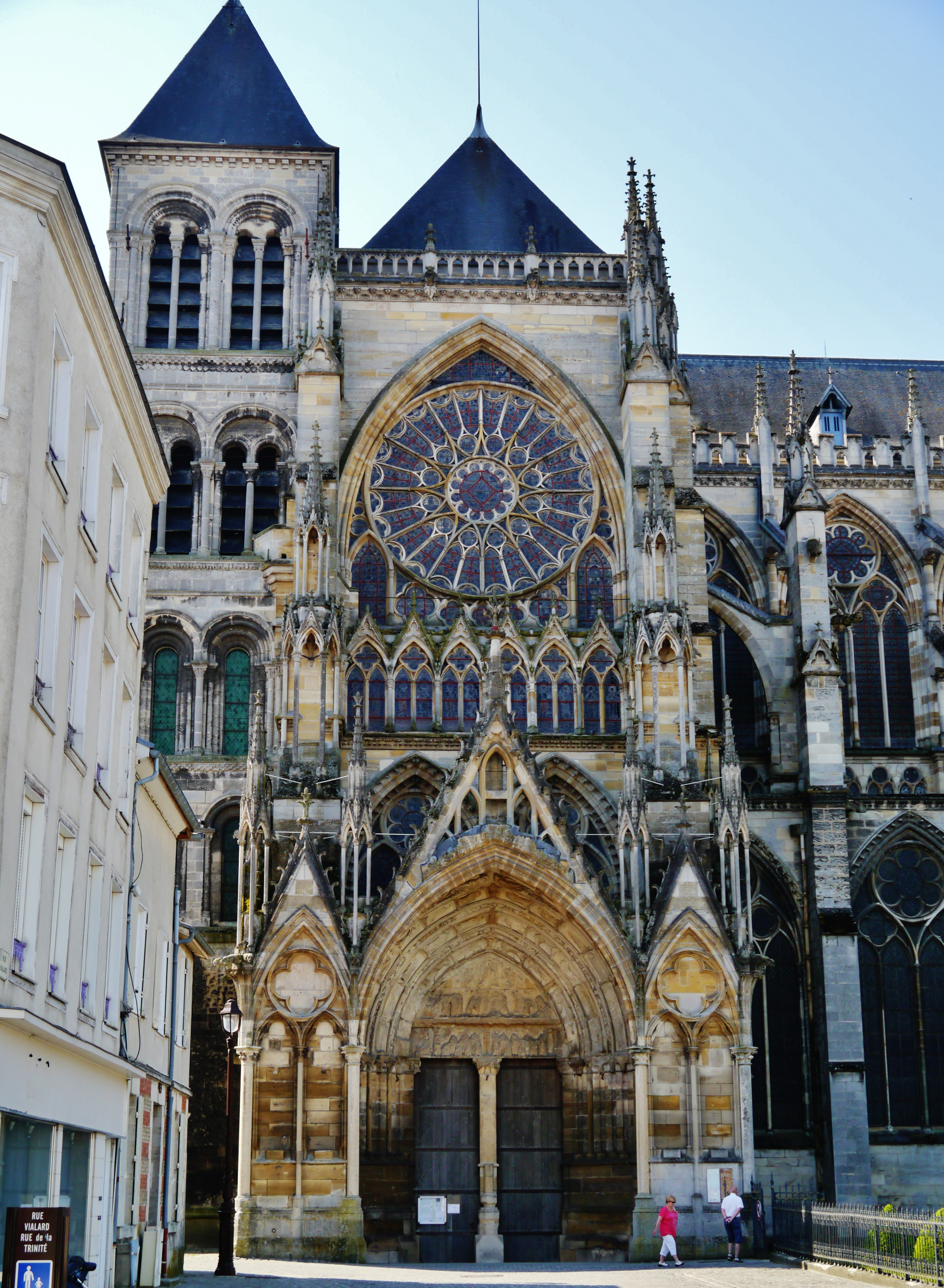
Facciata del transetto nord
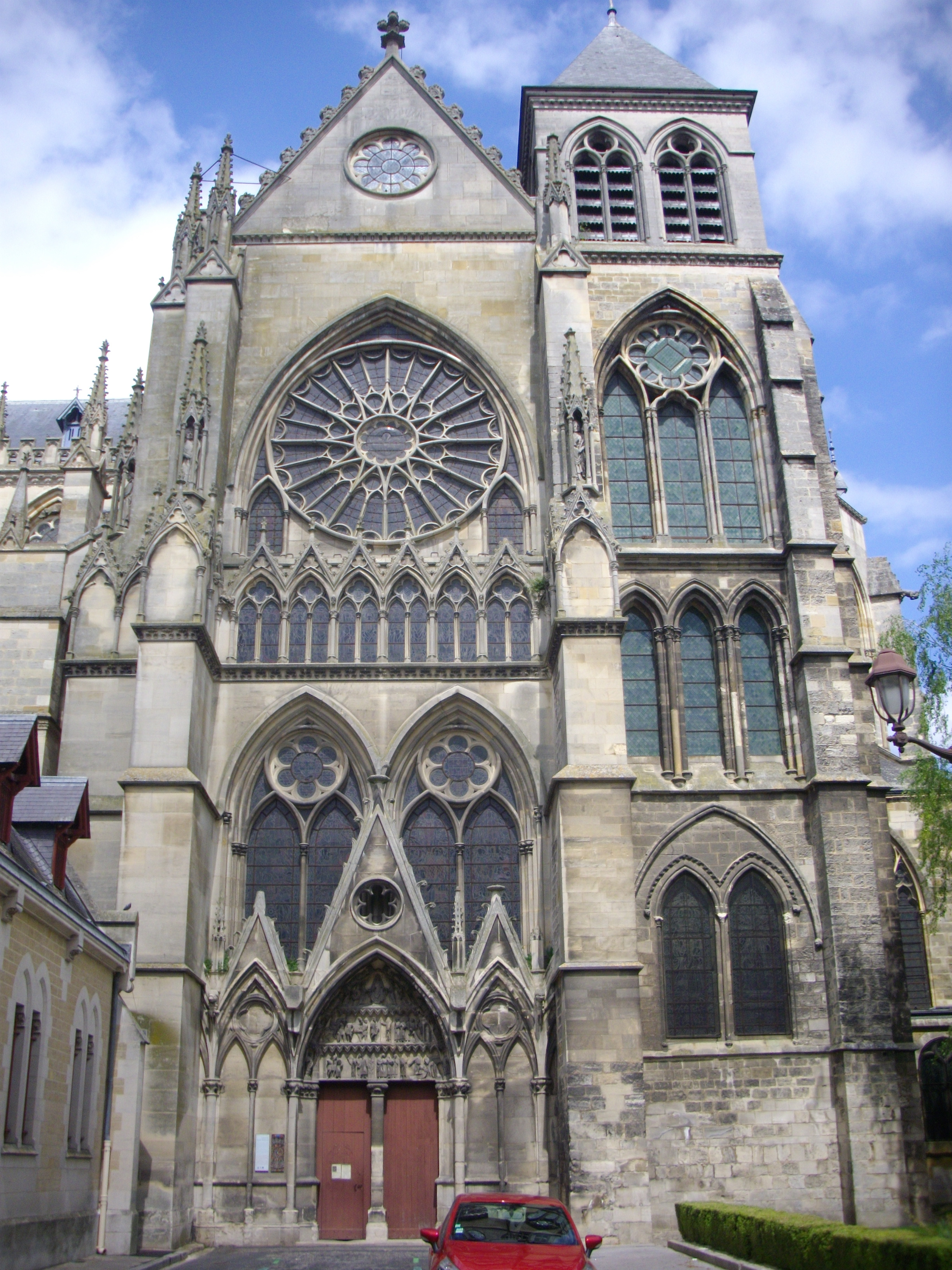
Facciata del transetto sud
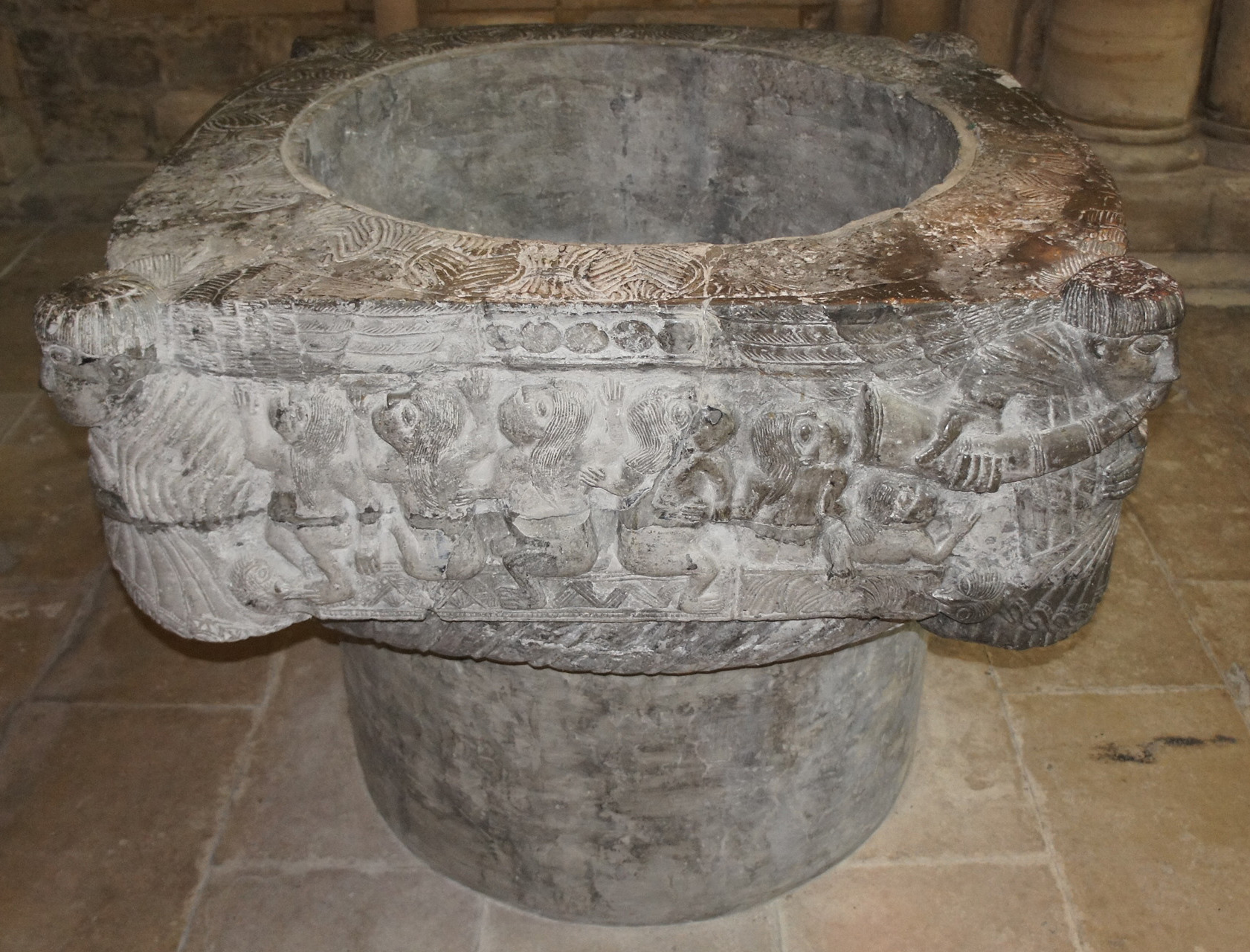
Fonte battesimale romanico
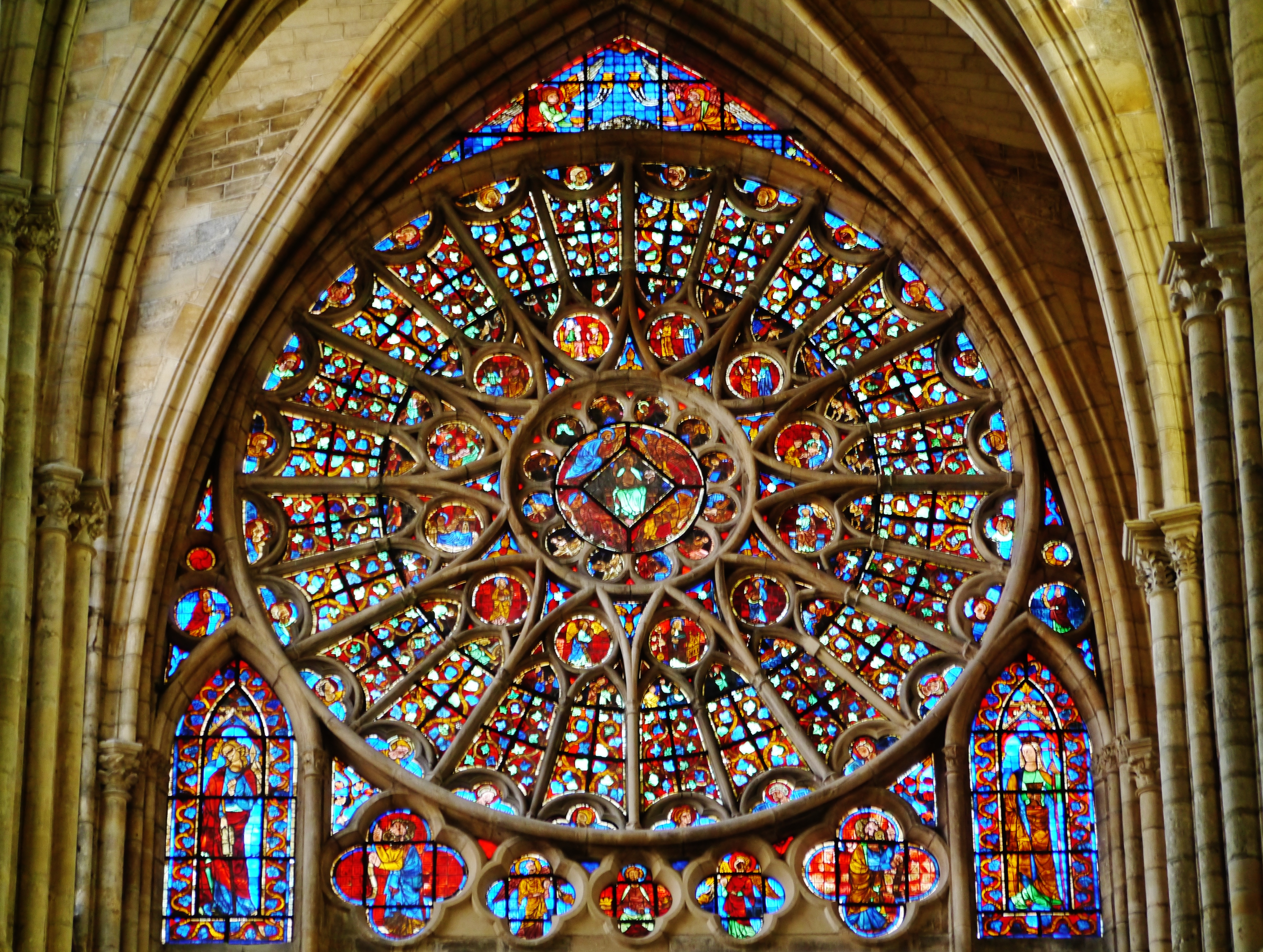
Rosone del transetto sud
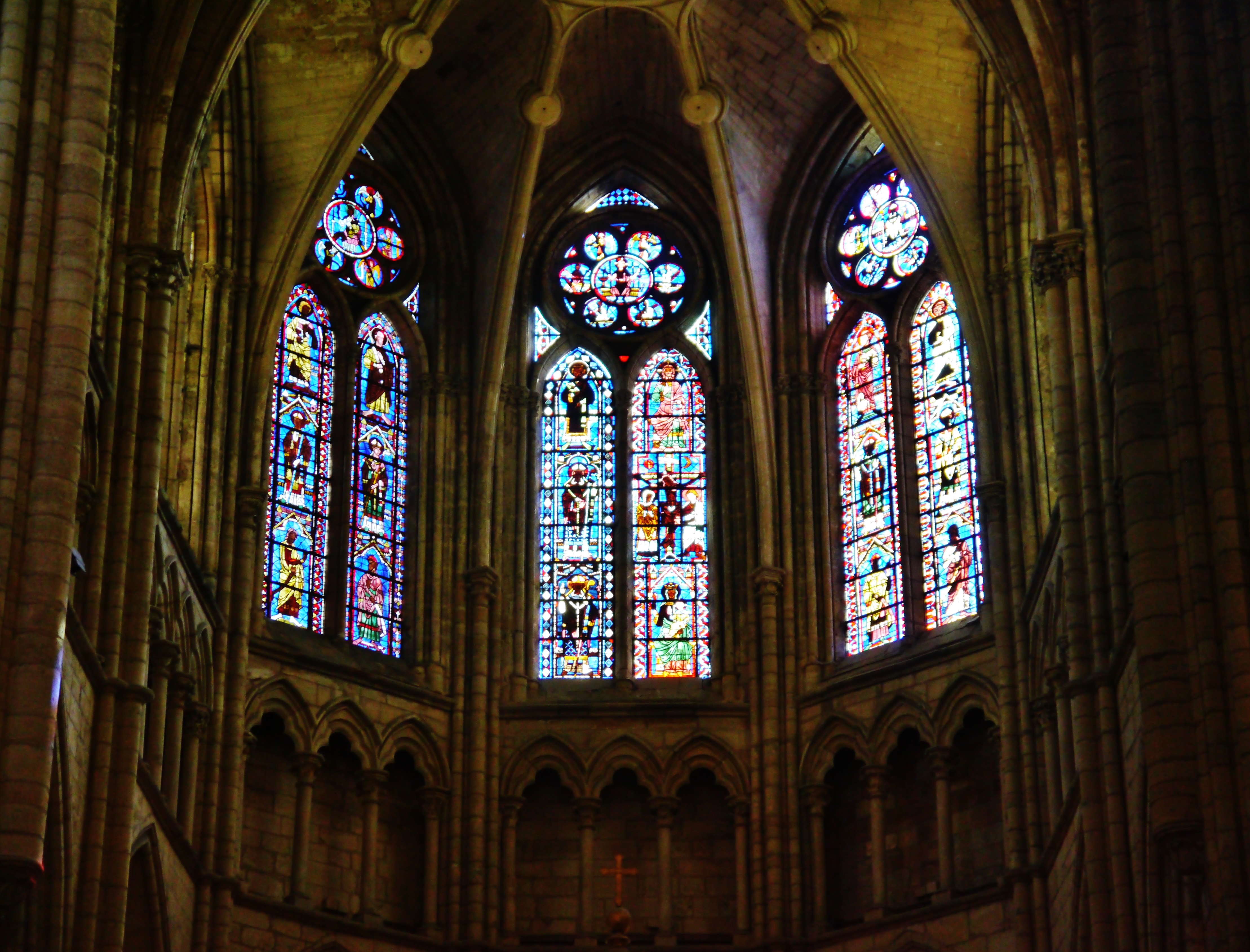
Vetrate dell'abside
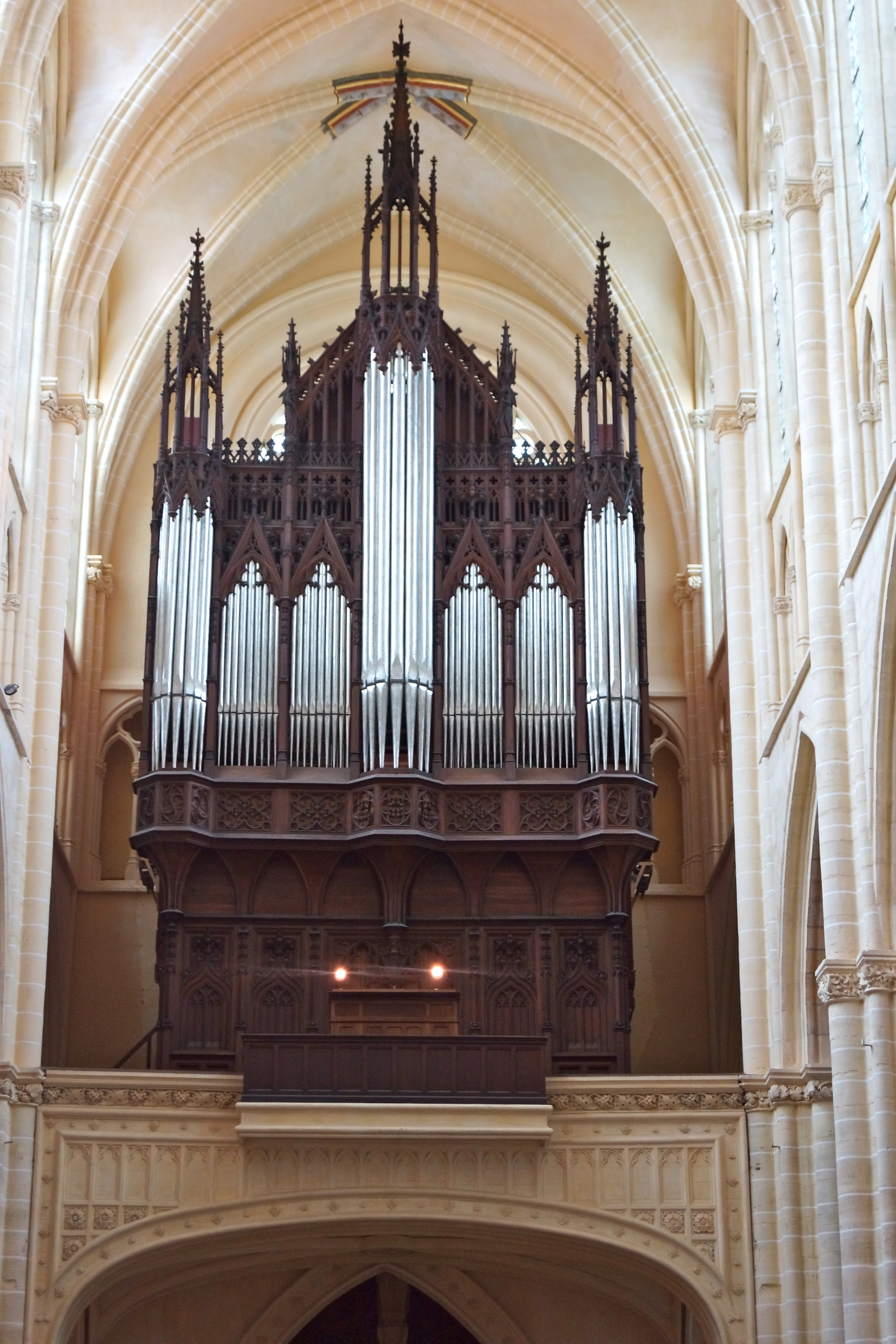
L'organo maggiore